# 帕氏窄額魨
帕氏窄額魨為輻鰭魚綱魨形目四齒魨亞目四齒魨科的其中一種，為亞熱帶海水魚，分布於東印度洋澳洲西部海域，棲息在底層水域，生活習性不明。